# Skageni festők

P. S. Krøyer: Hip, Hip, Hurrá! (1888) – a művészkolónia egyik ünneplését ábrázolja

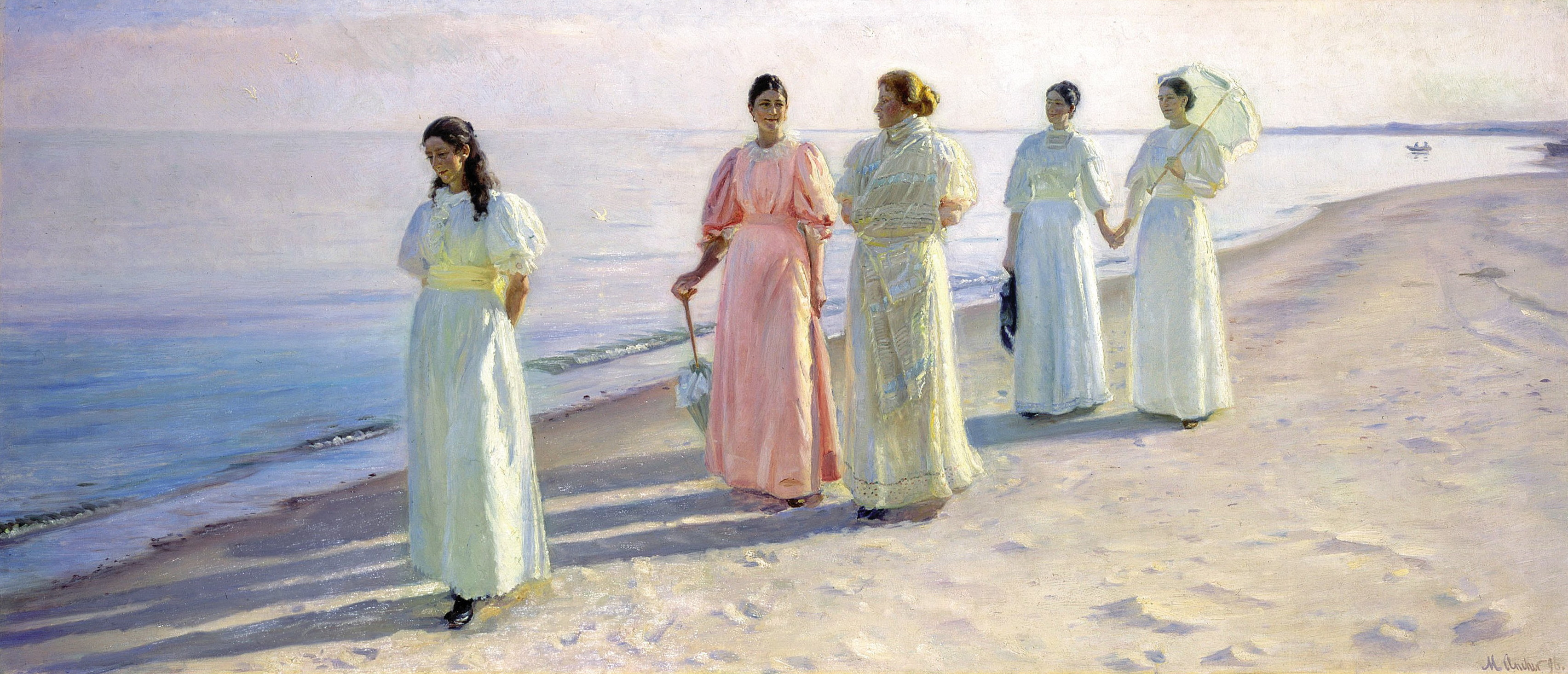
Michael Ancher: Séta a tengerparton (1896)

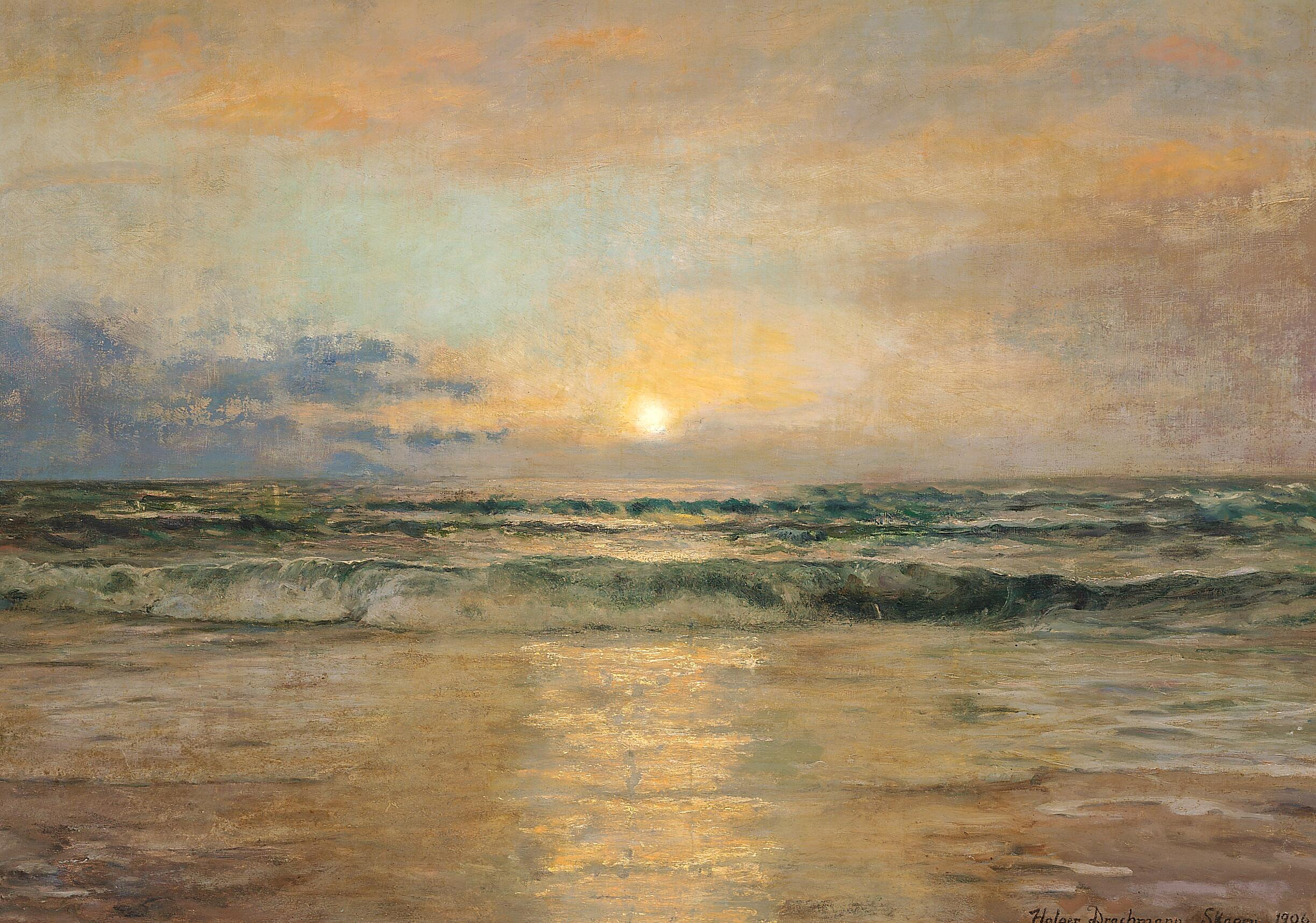
Holger Drachmann: Naplemente a skageni tengerparton (1906)

A skageni festők (dánul: Skagensmalerne) egy skandináv művészkolónia volt, akik az 1870-es évek végétől a 20. század elejéig alkottak a dániai Skagen városában, ami az ország legészakibb pontján fekszik. A skageni félsziget sajátos természeti körülményei, a különös tájképi és fényviszonyok, a plein air festészet lehetőségei divatossá tették a dán és a többi skandináv országból érkező festők körében ezt a nyári üdülőhelyet. Az itt alkotó művészekre hatott a francia impresszionizmus, de a barbizoni iskola realizmusa is. Elszakadtak a Dán Királyi Művészeti Akadémia, valamint a Svéd Királyi Művészeti Akadémia merev hagyományaitól, a legújabb párizsi művészeti trendeket követték. A csoport legnevesebb tagjai Anna és Michael Ancher, P.S. Krøyer, Holger Drachmann, Karl Madsen, Laurits Tuxen, Marie Krøyer, Carl Locher, Viggo Johansen és Thorvald Niss dán, Oscar Björck és Johan Krouthén svéd, valamint Christian Krohg és Eilif Peterssen norvég festők voltak. Állandó találkozóhelyük a helyi Brøndums Hotel étterme lett.
Skagen akkoriban is Dánia legnagyobb halászkikötője volt, ezért is a skageni festők egyik legfontosabb témája a halászok ábrázolása lett. Emellett a félsziget mindkét oldalán húzódó hosszú, homokos partok, dűnék is kitűnő témát nyújtottak számukra. Egyikük, P.S. Krøyer, különösen inspirálónak tartotta a napnyugta utáni esti „kék órát”, amikor a horizonton a tenger és az ég látványa egybefolyt. Ezt sikerült megörökítenie egyik leghíresebb festményén is: Nyári este a skageni parton – A művész és felesége. A társaság tagjai megőrizték saját stílusukat, de gyakran közös vagy hasonló témákat dolgoztak fel, mint például saját összejöveteleiket.
A festőkolónia hírnevét nagyban növelte, amikor X. Keresztély dán király megvásárolta Michael Ancher egyik nagy festményét – Vajon megkerüli a fokot? (1885). Ancher feleségül vette Anna Brøndumot, a szálloda igazgatójának lányát, aki maga is neves festő lett, abban az időben, amikor nők még nem lehettek a Királyi Akadémia hallgatói. Ma a Skagens Museum állít emléket a művészcsoportnak, emellett jelentős nemzetközi kiállítások is feldolgozták munkásságukat, mint 2008-ban a koppenhágai Arken Museum of Modern Art, valamint 2013-ban a National Museum of Women in the Arts (Washington, D.C.) "A World Apart: Anna Ancher and the Skagen Art Colony" címmel.

## Története

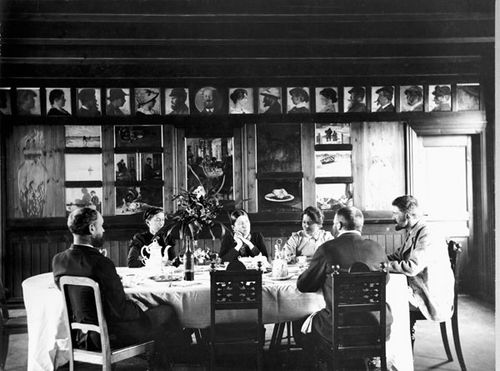
A Brøndums Hotel ebédlője 1891 körül; A mennyezet alatti frízen a skageni portrégaléria részei láthatók

Az első jelentős festő, aki Skagenben festett, Martinus Rørbye volt, a dán festészet aranykorának egyik központi alakja. Először 1833-ban járt ott, de élete alkonyán, 1847-ben és 1848-ban is visszatért oda. Különösen nevezetes a Skageni emberek nyári estén, jó időben című, 1848-ban festett képe. Egy másik tengeri festő, Vilhelm Melbye, is meglátogatta a kisvárost 1848-ban, és megfestette Skageni látkép című művét. Karl Madsen feljegyzései szerint Peter Raadsig is ellátogatott a félszigetre 1862 és 1870 között, és festett képeket a dűnékről és a halászokról. Christian Blache, egy másik tengeri festő, 1869-ben látogatta meg először ezt a vidéket és készítette el A szürke világítótorony című képét. Az ő hatására látogatott ide először Holger Drachmann költő és drámaíró 1871-ben.
Az 1860-as és az 1870-es években az európai művészeti áramlatok, különösen Párizsban, a realizmus és az impresszionizmus irányába fejlődtek. A Királyi Dán Művészeti Akadémia és a Királyi Svéd Művészeti Akadémia azonban elhatárolódott ezektől a tendenciáktól és hallgatóit továbbra is a historizmus és neoklasszicizmus követésére kötelezte. Számos, az 1870-es években ott tanuló fiatal festőt, köztük Michael Anchert, Karl Madsent és Viggo Johansent nagyon feszélyezett ez az állapot. Madsen, aki már 1871-ben meglátogatta Skagent, amikor családi látogatáson volt a közeli Frederikshavnban, 1874-ben meghívta Anchert, hogy együtt fessenek helyi halászokat. Ancher összebarátkozott a helyi Brøndum családdal, akiknek volt egy boltjuk és egy ivójuk, amit hamarosan kibővítettek és megnyitották a Brøndums Gastgiveri nevű szállót. A család meghívta őt tizenöt éves leányuk konfirmációjára is. A következő nyáron már Madsennel és Johansennel hármasban tértek vissza. Johansen különösen érdeklődött a francia impresszionizmus iránt és ezt a stílust a realizmussal kombinálva kezdett plein air jeleneteket festeni.

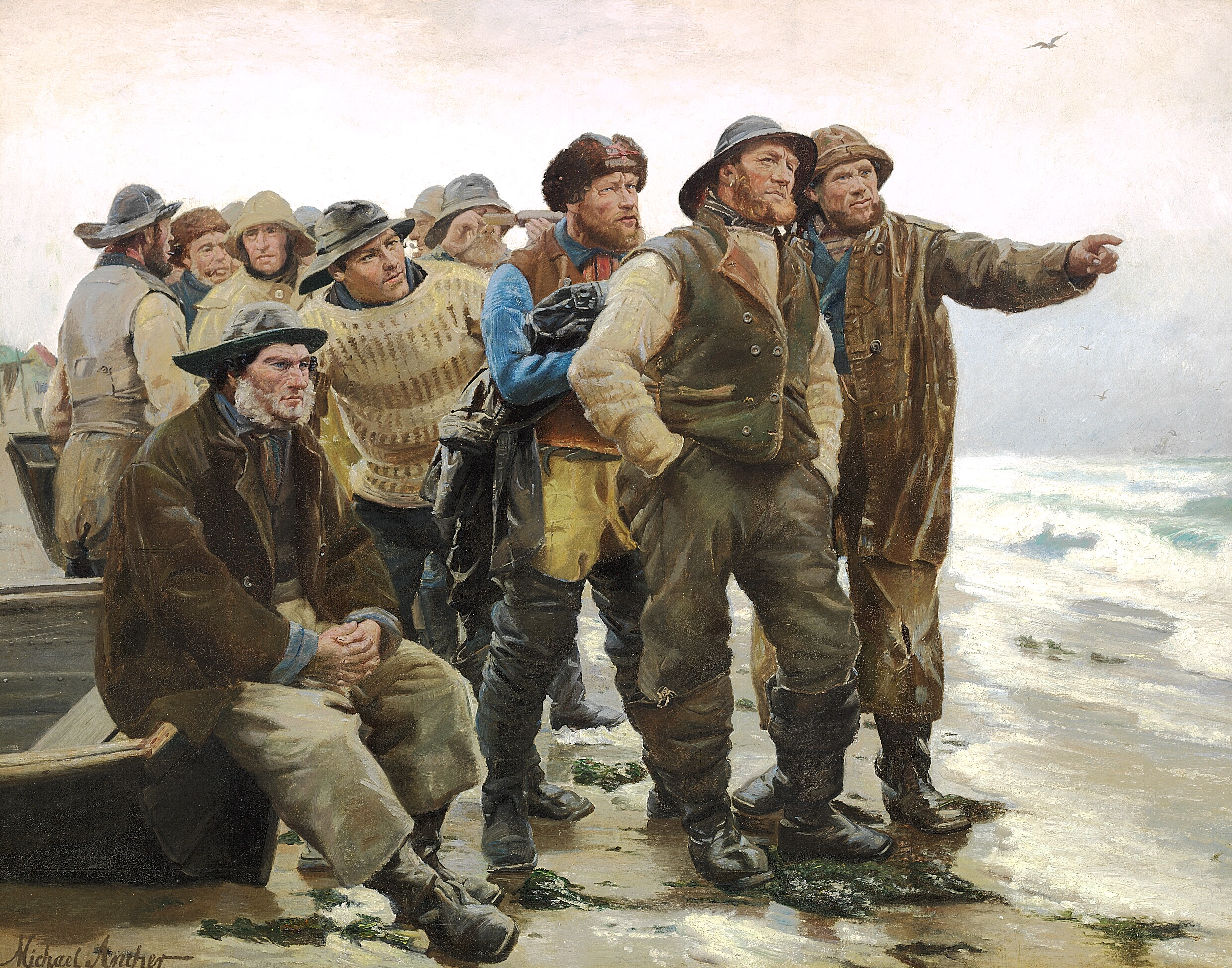
Michael Ancher: Vajon megkerüli a fokot? (1885) – a portrét IX. Keresztély dán király vásárolta meg

1876-ban és különösen 1877-ben egyre több más festő is Skagenben töltötte a nyarat, és a Brøndum Hotel lett az állandó találkozóhelyük. Michael Ancher le is telepedett itt, 1878-ban eljegyezte Anna Brøndumot és 1880-ban összeházasodtak. Otthonuk a művészek találkozóhelye lett, különösen, miután IX. Keresztély dán király megvásárolta Ancher Vajon megkerüli a fokot? című festményét. Anna Ancher is érdeklődni kezdett a festészet iránt, amikor házukban ott száradtak a művészek félkész alkotásai. Már 1875-ben beiratkozott Vilhelm Kyhn koppenhágai művészeti iskolájába. Később Christian Krohg tanította őt. Krohg először 1878 nyarán látogatott Skagenbe Georg Brandes kritikus és műtörténész tanácsára, akivel Berlinben találkozott. Nagy hatást gyakorolt az ottani művészek csoportjára, mivel sok friss hírt hozott magával a nemzetközi művészeti áramlatokról, miközben ő maga is sok új benyomást szerzett Skagenben.

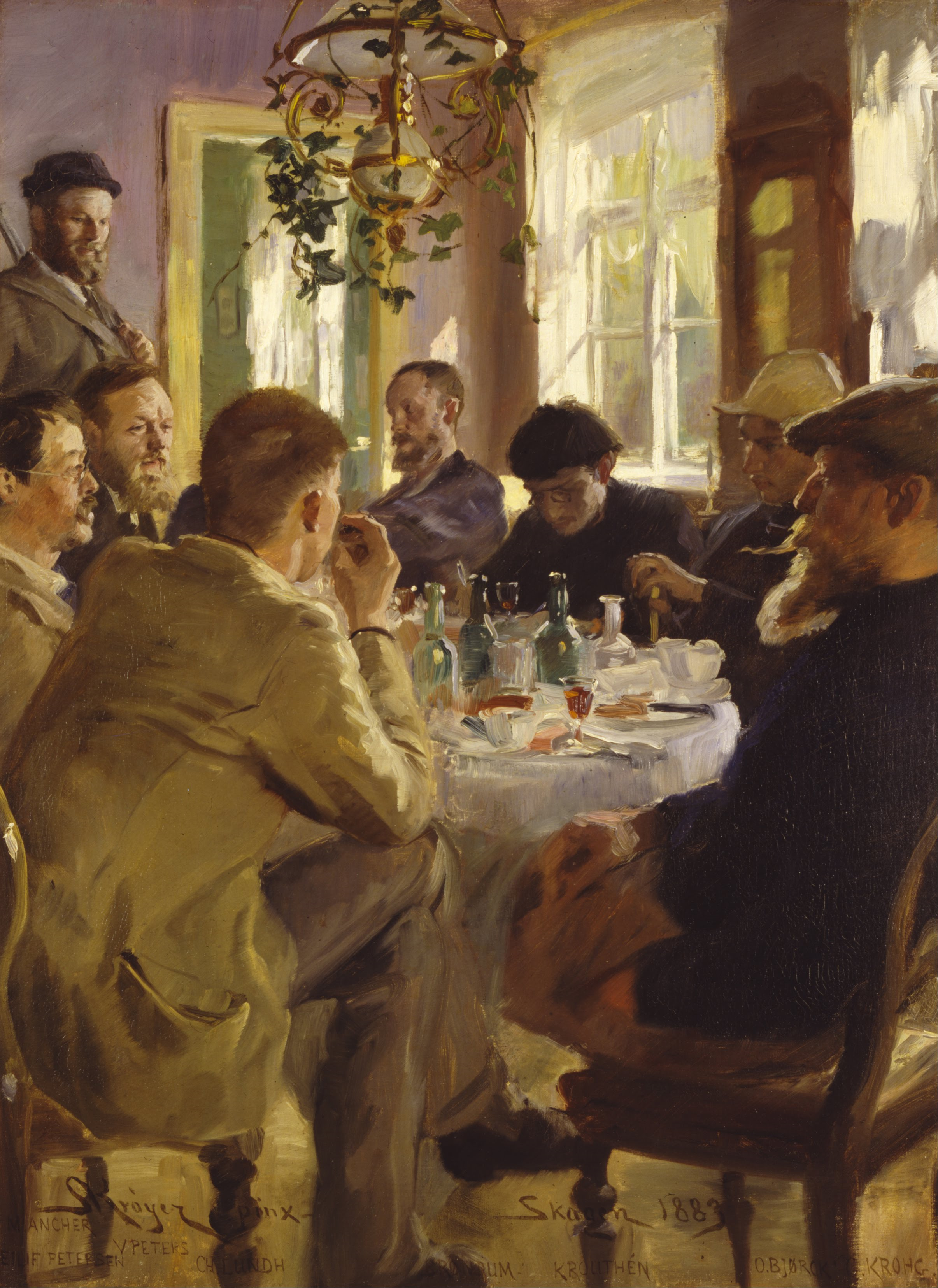
P.S. Krøyer: A művészek ebédje a Brøndum Hotelben (1883)

1882-ben az Ancher házaspár külföldre utazott. Bécsben találkoztak P.S. Krøyerrel, aki elmondta nekik, hogy ő is ellátogat Skagenbe azon a nyáron, aminek Michael Ancher nem örült túlzottan. Krøyer ekkor már elismert művész volt, szoros párizsi kapcsolatokkal, és azonnal a skageni művészcsoport elismert vezetője lett. 1883 létrehozott ott egy „esti akadémiát”, ahol a művészek megvitathatták egymás munkáit, gyakran pezsgő mellett. 1884-ben Fritz Stoltenberg német festő fényképeket készített a festőkről, amint Ancherék udvarában ünneplik beköltözésüket az új otthonukba. Ezek egyike szolgáltatta Krøyer számára a Hip, Hip, Hurrá! című, négy évig készült festményének alapját.
1890-ben kiépült a vasút Skagenig, megélénkült a turistaforgalom, bővült a település. Ez volt az egyik fő oka  a rendszeres nyári művész-találkozók elmaradozásának. Többen közülük azonban házat vásároltak Skagenben: Krøyer 1894-ben, Tuxen 1901-ben és Holger Drachmann 1903-ban. Anna és Michael Ancher, Krøyer és Tuxen tovább festettek Skagenben a 20. század elején is, és néhány barátjuk is meglátogatta őket időnként. A csoport két fontos tagja, Drachmann és Krøyer azonban 1908-ban, illetve 1909-ben elhunyt, és ez véget vetett a rendszeres összejöveteleknek. Megjelentek azonban más, fiatalabb festők, akiket később a skageni festők új generációjának is neveztek. Közéjük tartozott Jørgen Aabye, Tupsy és Gad Frederik Clement, Ella Heide, Ludvig Karsten, Frederik Lange és Johannes Wilhjelm, közülük néhányan egészen az 1930-as évekig a környéken éltek. A Skagens Museum az ő alkotásaikból is számosat őriz. Egy további neves művész, J.F. Willumsen is rendszeresen látogatta Skagent 1906-tól. Ő festette a A skageni parton játszó gyermekek című képet 1909-ben.
A skageni festők 1884 és 1908 között rendszeresen festettek egymásról és az általuk kedvelt más helyi és odalátogató személyekről kis portrékat, amiket aztán törzshelyükön, a Brøndum Hotel éttermében, a mennyezet alatti fríz formájában helyeztek el. Ez a skageni portrégaléria egyedi művészettörténeti dokumentumként állított emléket a művészcsoport tagjainak.

## Családi kapcsolatok

P.S. Krøyer: Nyári este a skageni parton – A művész és felesége (1899)

A skageni festők közül többen a környéken találtak partnert is maguknak. Michael Ancher és Anna Brøndum 1880-as házassága után Viggo Johansen elvette Martha Møllert, Anna unokatestvérét, Karl Madsen pedig feleségül vette Helene Christensen helyi tanárnőt. Az Ancher-család háza, ahová a pár 1884-ben költözött be, a festő-kolónia egyik központja lett, különösen, mivel ők egész évben itt éltek. Lányuk, Helga, haláláig, 1964-ig élt itt, majd egy alapítványra hagyta az épületet, ami aztán múzeum lett. A Johansen családnak számos gyermeke született 1881 és 1886 között; Johansen egyik festményén szerepelteti is őket.
P.S. Krøyer, a csoport másik vezető alakja, Marie Triepckét, egy gazdag német mérnök lányát vette el, aki annak idején az egyik legszebb leánynak számított Koppenhágában. Krøyer egészsége azonban megromlott, és a házasság végül válással végződött 1905-ben, amikor Marie teherbe esett Hugo Alfvén zeneszerzőtől, akivel később össze is házasodott. Krøyer négy év múlva halt meg Skagenben, valószínűleg elmebetegség következtében. Laurits Tuxen 1901-ben, első feleségének halála után egy norvég nőt vett el. Megvásárolta és kibővíttette azt a házat, ahol Viggo és Martha Johansen majd később Marie és P.S. Krøyer lakott az 1880-as években. Michael Ancher és Laurits Tuxen 1927-ig éltek, Anna Ancher és Viggo Johansen 1935-ben hunytak el.

## A csoport tagjai

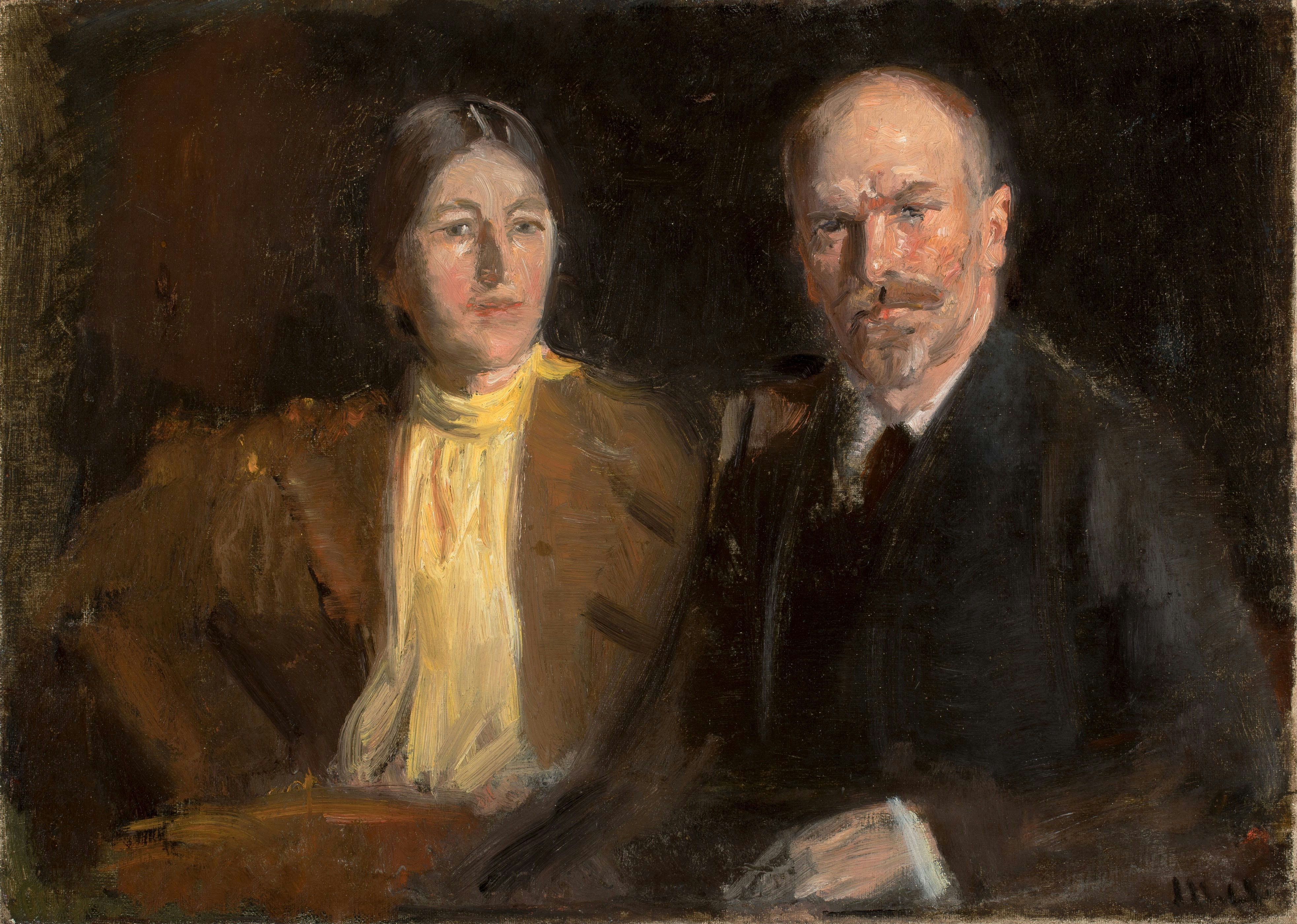
A festő-házaspár, Anna (1859–1935) és Michael Ancher (1849–1927)

A csoport magvát alkotó dán festők Ancherék és Krøyer, mint vezető egyéniségek mellett Karl Madsen, Laurits Tuxen, Marie Krøyer, Carl Locher, Viggo Johansen, Holger Drachmann és Thorvald Niss voltak. Többen is csatlakoztak hozzájuk Skandinávia más részeiről, így Oscar Björck és Johan Krouthén Svédországból, Christian Krohg és Eilif Peterssen Norvégiából. A skageni összejöveteleken festőkön kívül számos más művész is részt vett, így Georg Brandes és Henrik Pontoppidan dán írók, és Hugo Alfvén svéd zeneszerző is.
Rövidebb időszakokra több más művész is csatlakozott a kolóniához. Köztük voltak Dániából Vilhelm Kyhn, Einar Hein és Frederik Lange, Norvégiából Frits Thaulow, Charles Lundh és Wilhelm Peters, Svédországból Wilhelm von Gegerfelt és Anna Palm de Rosa, Németországból Fritz Stoltenberg és Julius Runge, Angliából Adrian Stokes és osztrák születésű felesége, Marianne Stokes. Carl Nielsen dán zeneszerző és felesége, Anne Marie szobrász szintén nyári lakot vásárolt Skagenben.

## Festői stílusok
A skageni festőkre a kezdetektől nagy hatással volt a nagyrészt Georg Brandes műtörténész és kritikus nevéhez kapcsolódó „modern áttörés” (dánul: Det moderne gennembrud) nevű skandináviai művészeti mozgalom. A tengeri táj, a félsziget lakóinak kultúrája vonzották őket, elfordultak az iparosodó városok zajos életétől. Mindannyian nagyra értékelték a helyi különös fényviszonyokat, amit a félsziget északi fekvésének, a tengeri környezetnek, a kvarchomok tükröző hatásának, a sós tengeri levegőnek tulajdonítottak.
Festői stílusukkal szembefordultak a koppenhágai Dán Királyi Művészeti Akadémia által pártolt neoklasszicizmussal, és csatlakoztak a kibontakozó európai realista és impresszionista áramlatokhoz, különösen a barbizoni iskola plein air módszeréhez. A művészek szívesen festettek a szabadban, megörökítve a helyi halászokat és szerény házaikat. Nem voltak elfogadott szabályaik, szabadon kísérleteztek egyéni stílusokkal. Témáik azonban gyakran közösek voltak, mint például saját összejöveteleik.

## Művészi hatásuk, utóéletük
A skageni festők művészetét a legalaposabban a Skagens Museum gazdag gyűjteménye révén lehet tanulmányozni. Számos időszaki kiállítás is feldolgozta művészetüket, így 2008-ban az Arken Museum of Modern Art Koppenhágában az egymásról, illetve a halászokról készített képeiket állította párhuzamba. 2011-ben a Hirschsprung Museum, ugyancsak Koppenhágában, Krøyer munkáinak addig legnagyobb kollekcióját mutatta be, számos külföldi galériából összegyűjtve a festő műveit. A washingtoni National Museum of Women in the Arts Anna Ancher munkásságának szentelt kiállítást „A World Apart: Anna Ancher and the Skagen Art Colony” címmel 2013-ban. 2014-ben a Skagens Museum időszaki kiállításon Laurits Tuxen művészetére koncentrált, sokfelől kölcsönözve a festő műveit. 2014-2015-ben a koppenhágai Arken múzeum Michael Ancher – P.S. Krøyer: Venner og Rivaler címmel a két barát és rivális munkásságát vetette össze egymással.
A skageni művészekről készült Kjell Grede svéd rendező az 1987-es filmje Hip hip hurra! címmel, Krøyer azonos című festményéből kiindulva. A Krøyer-család válságáról Anastassia Arnold írt könyvet Balladen om Marie címmel, majd 2012-ben a könyv alapján készült a The Passion of Marie című film Bille August rendezésében.

## Galéria
Az alábbi festmények nagyjából időrendben szemléltetik a skageni iskola művészetének alakulását, főbb eredményeit. 

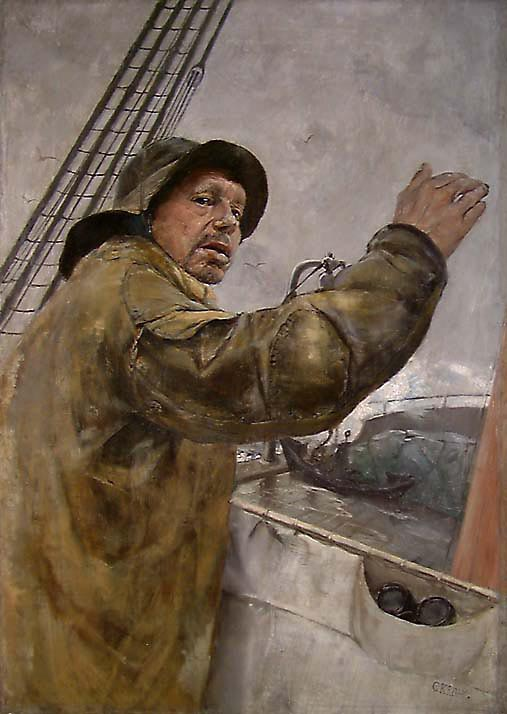
Bal oldal, Christian Krohg, 1879
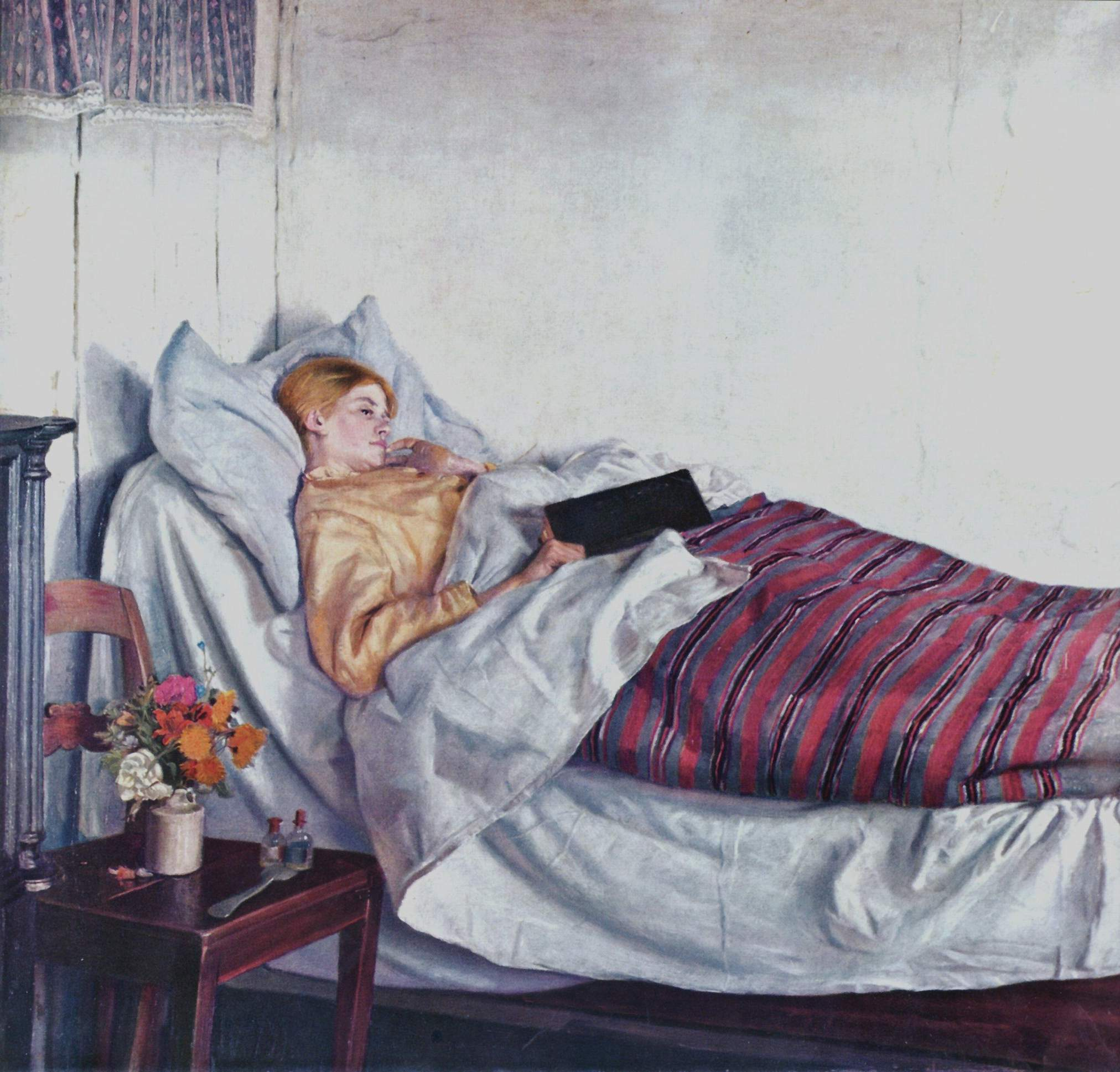
A beteg lány, Michael Ancher, 1882
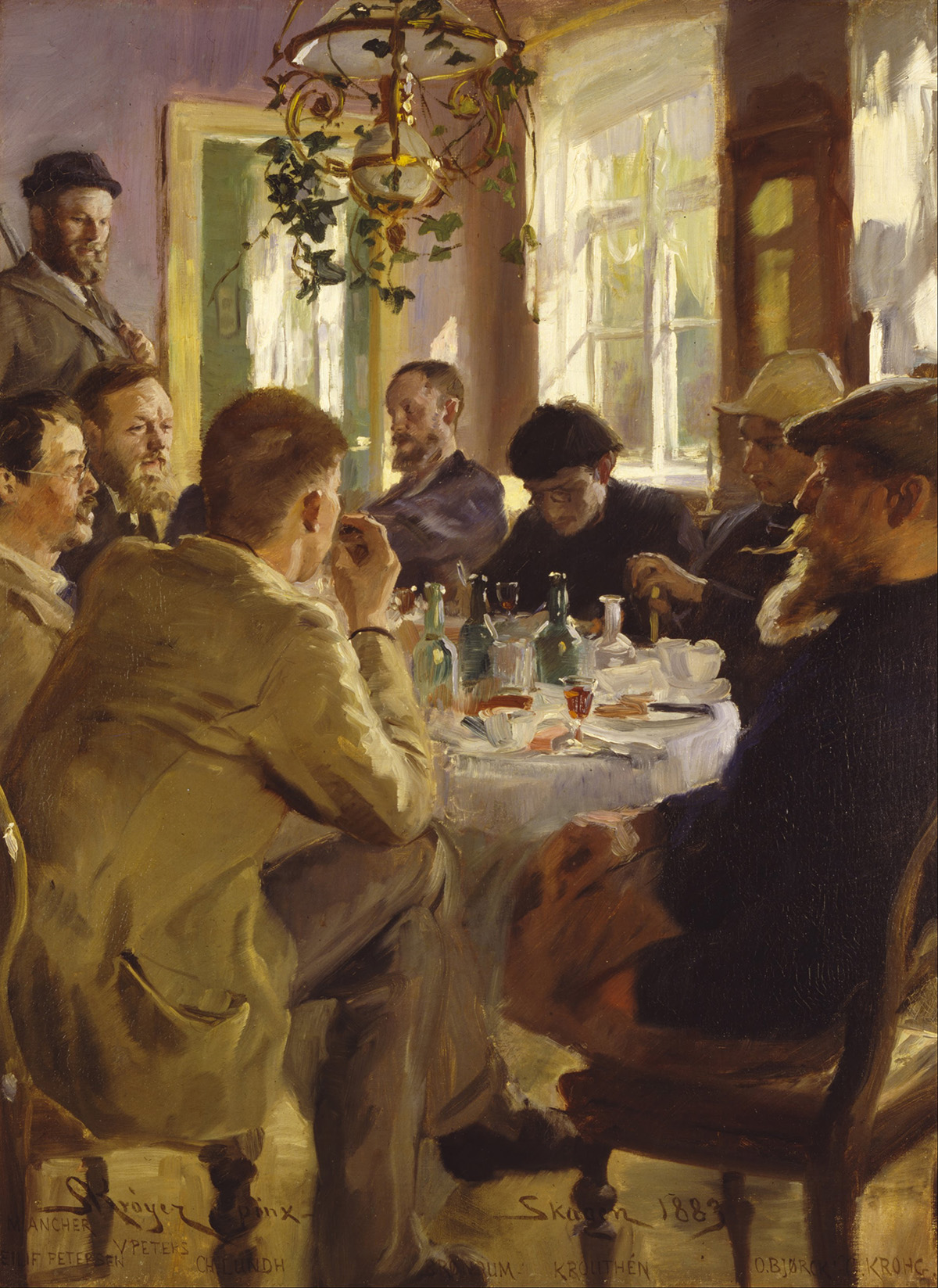
A művészek ebédje Skagenben, Peder Severin Krøyer, 1883
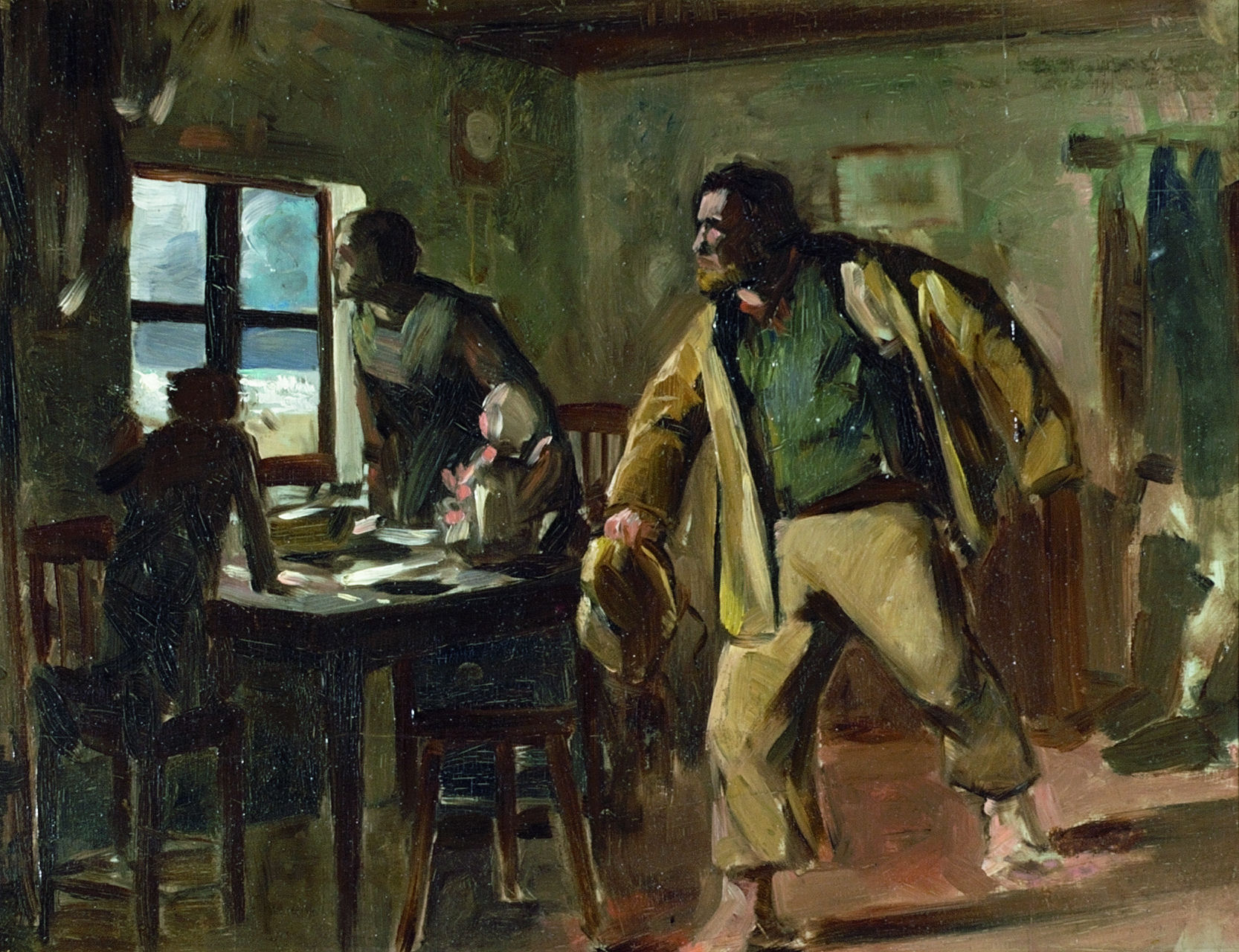
Vészjel, Oscar Björck,  1883
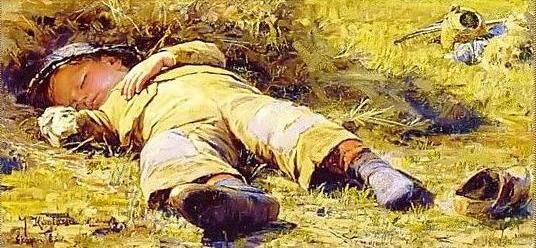
Alvó fiú, Johan Krouthén, 1883
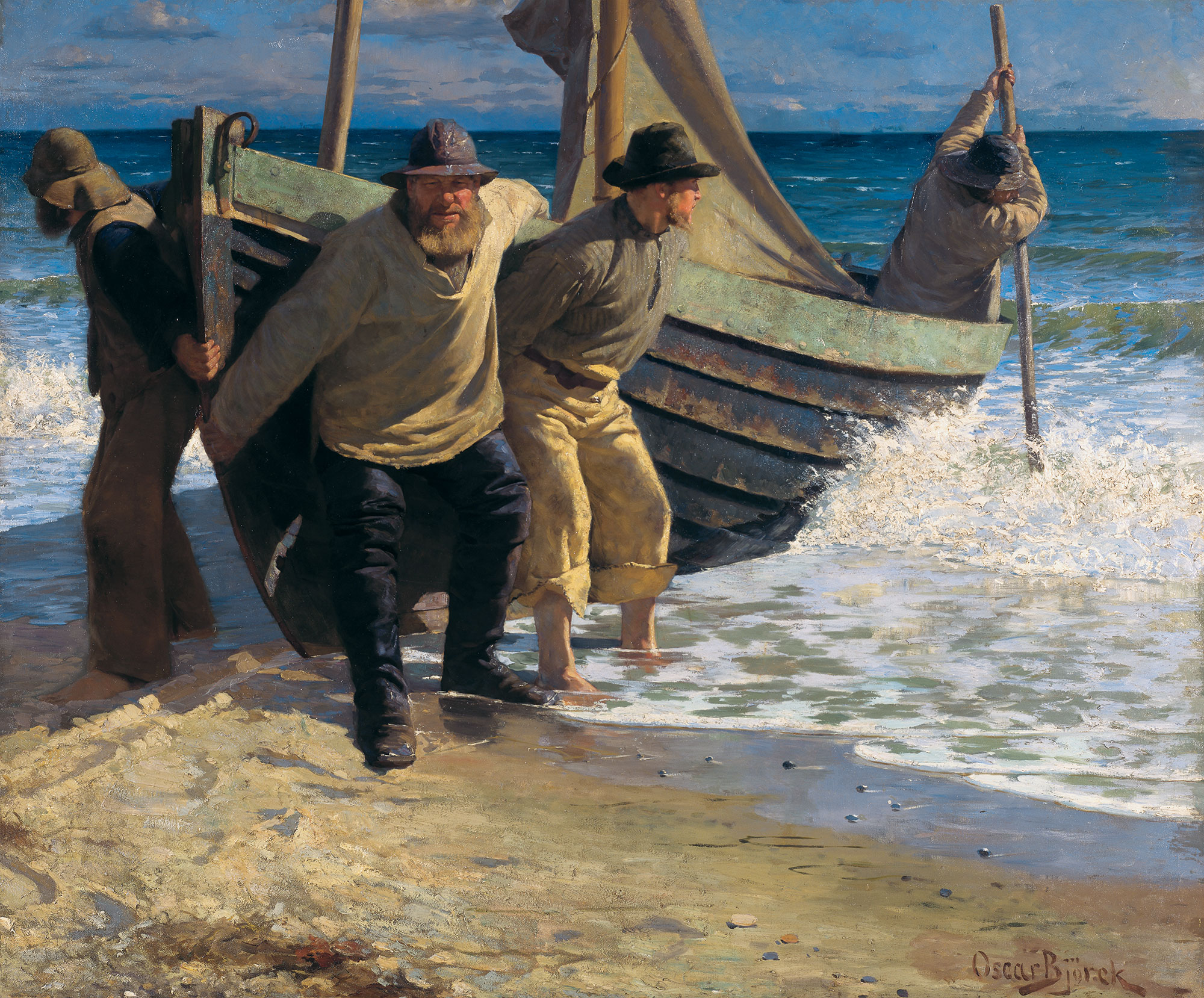
A csónak vízrebocsátása, Oscar Björck, 1885
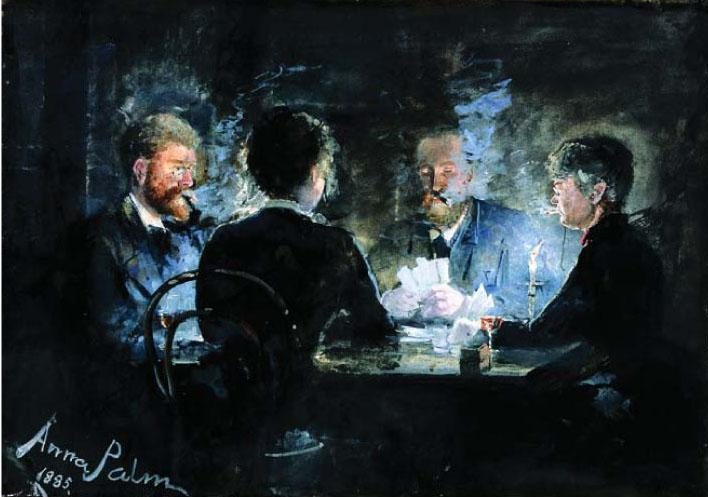
Kártyajáték, Anna Palm de Rosa, 1885
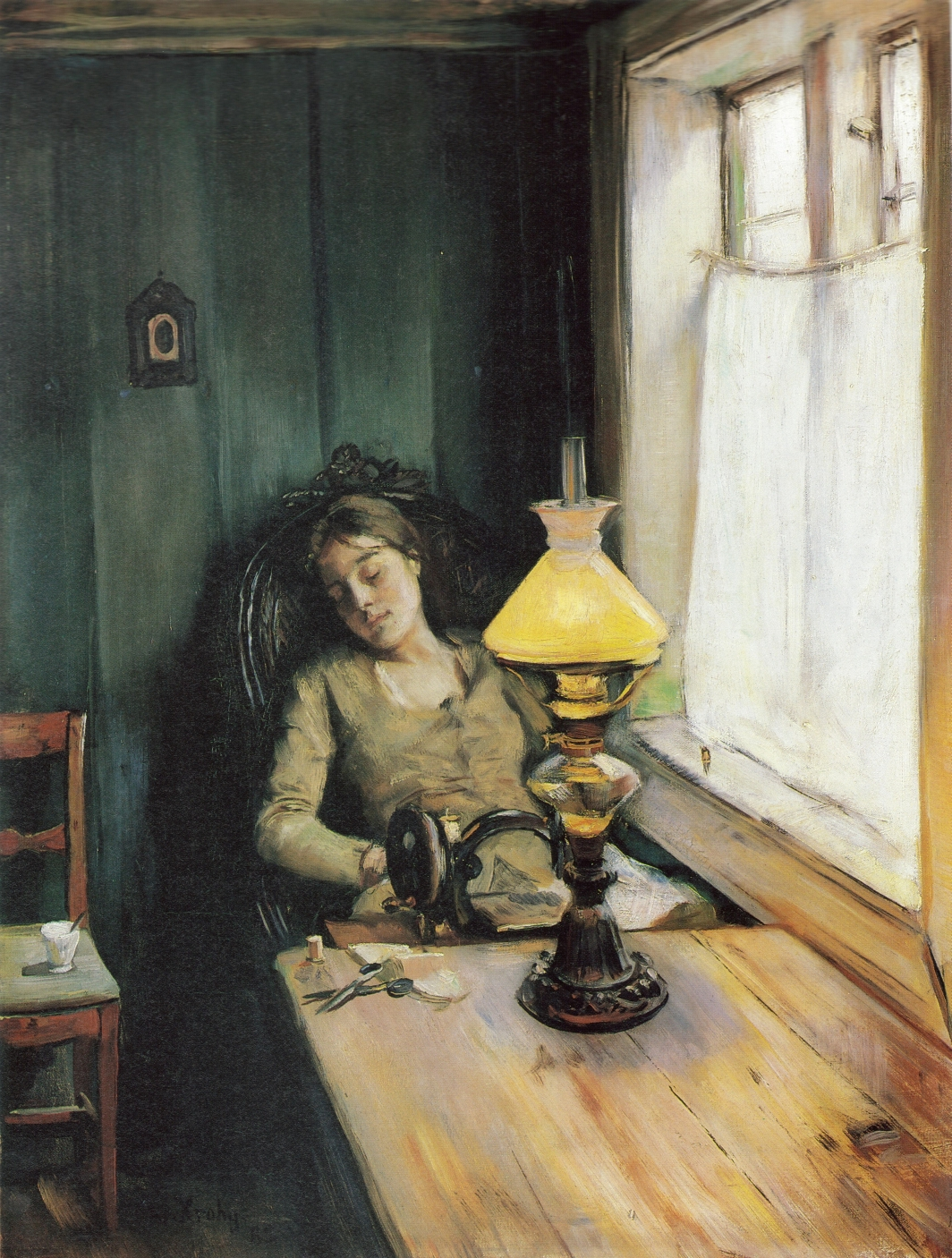
Fáradtság, Christian Krohg, 1885
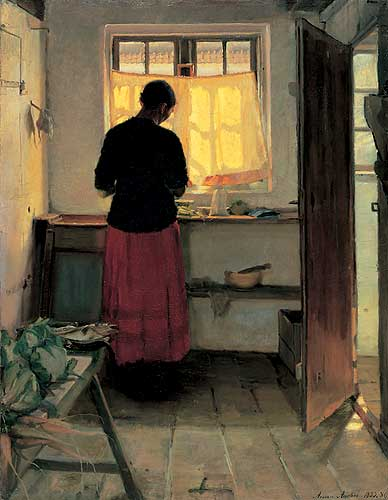
Lány a konyhában Anna Ancher, 1886
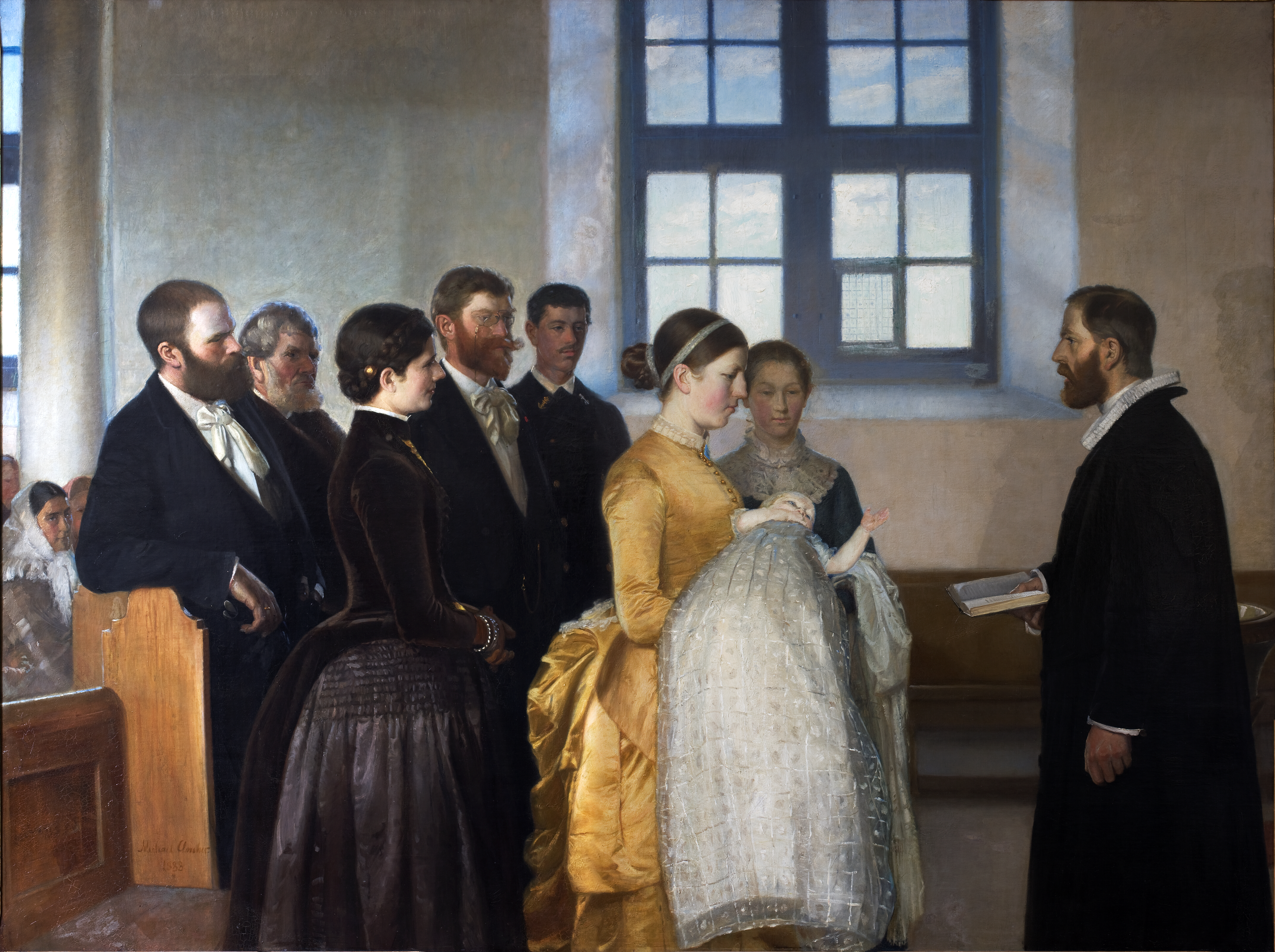
Keresztelő, Michael Ancher, 1888
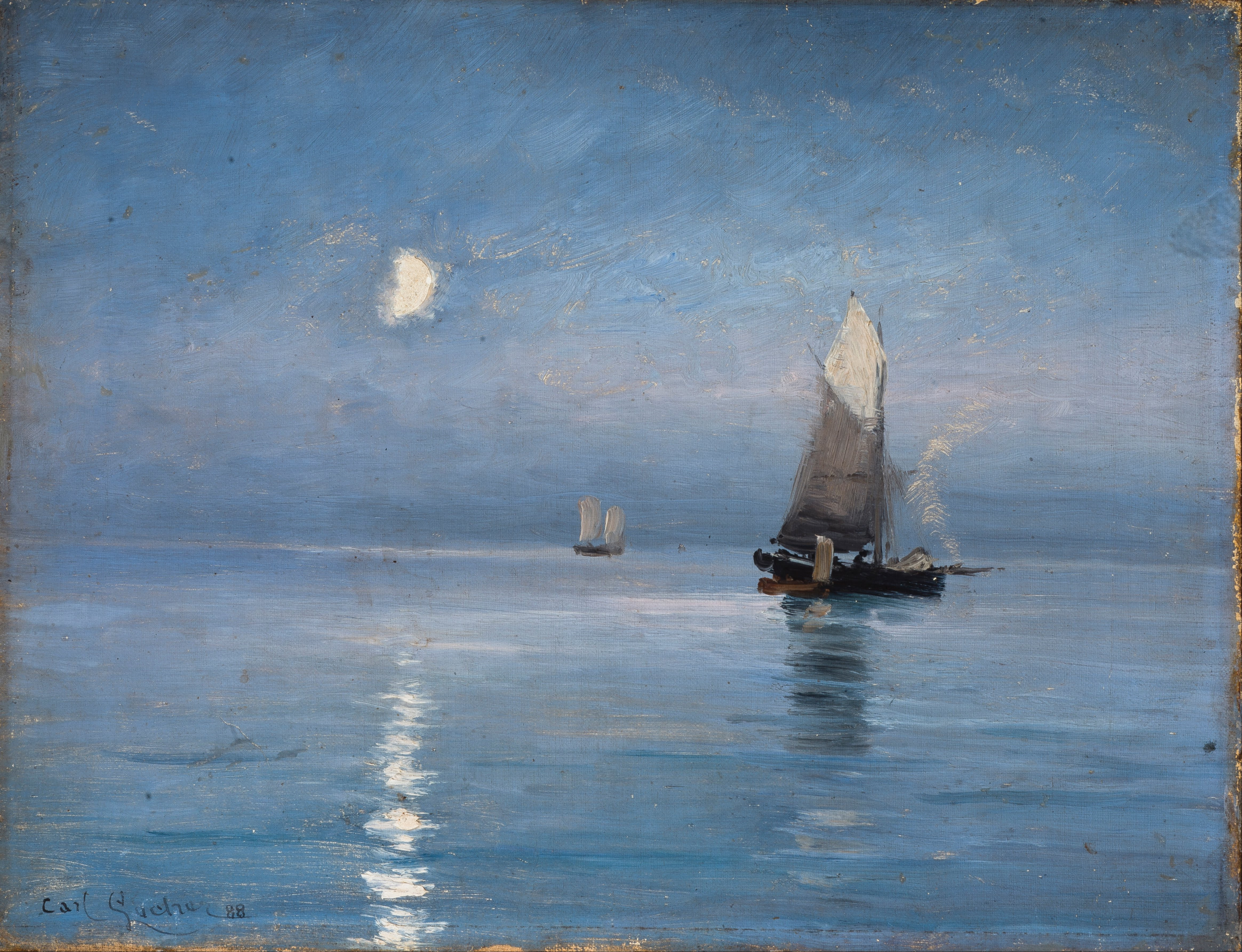
Halászhajók holdfényes éjszakán, Carl Locher, 1888
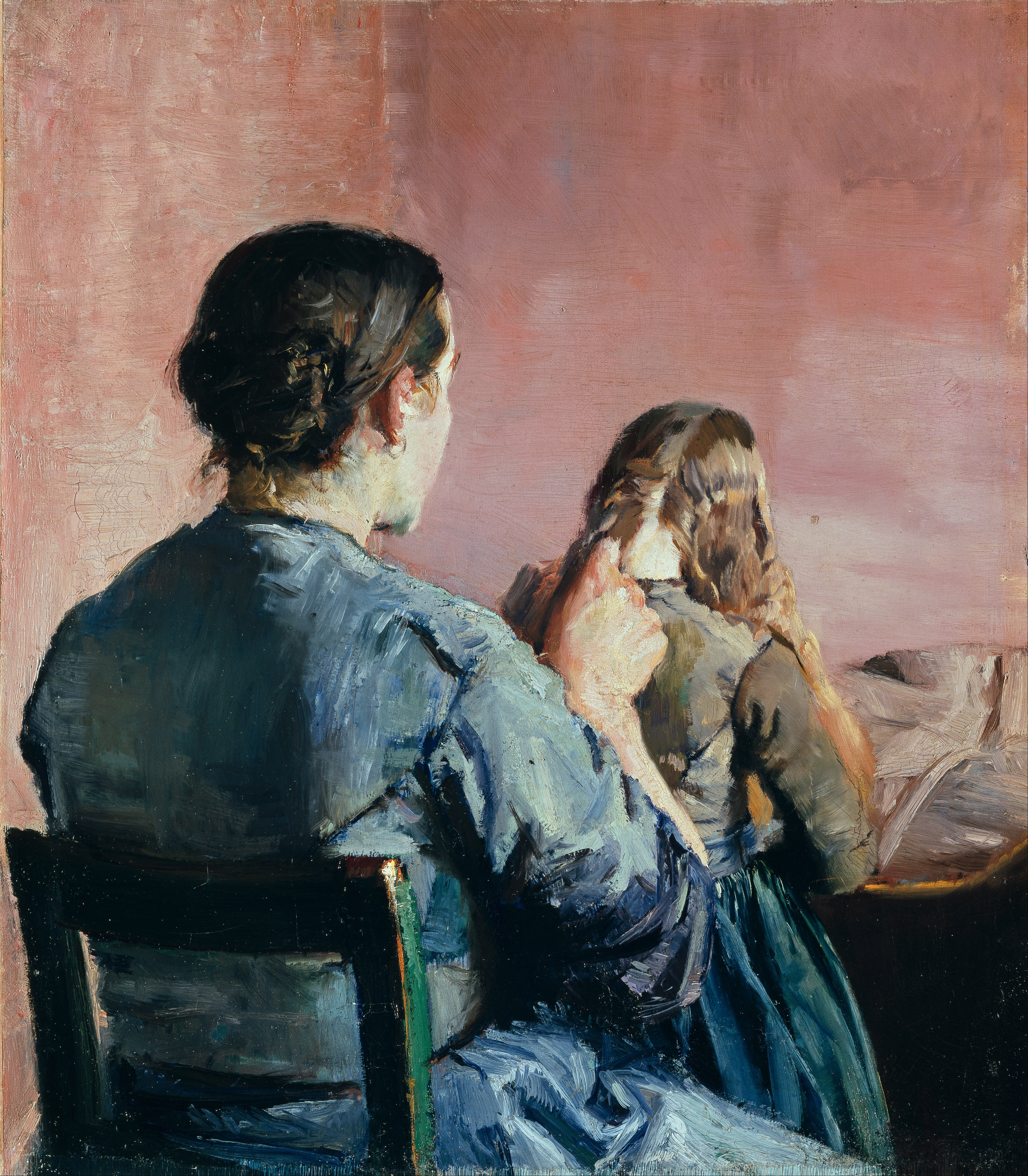
Hajfonás, Christian Krohg, 1888
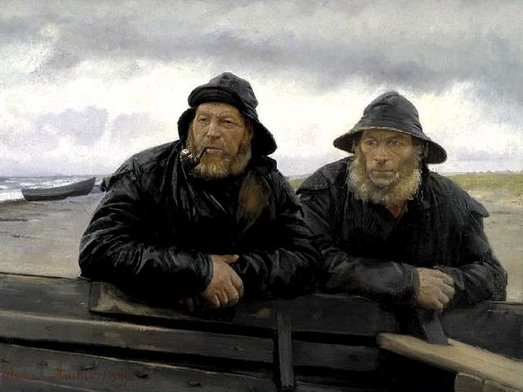
Két halász, Michael Ancher, 1889
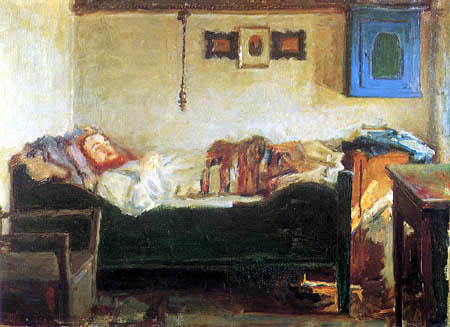
Christian Bindslev beteg, Viggo Johansen, 1889
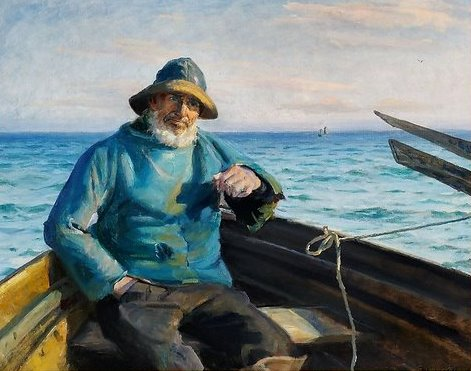
Skageni halász, Michael Ancher
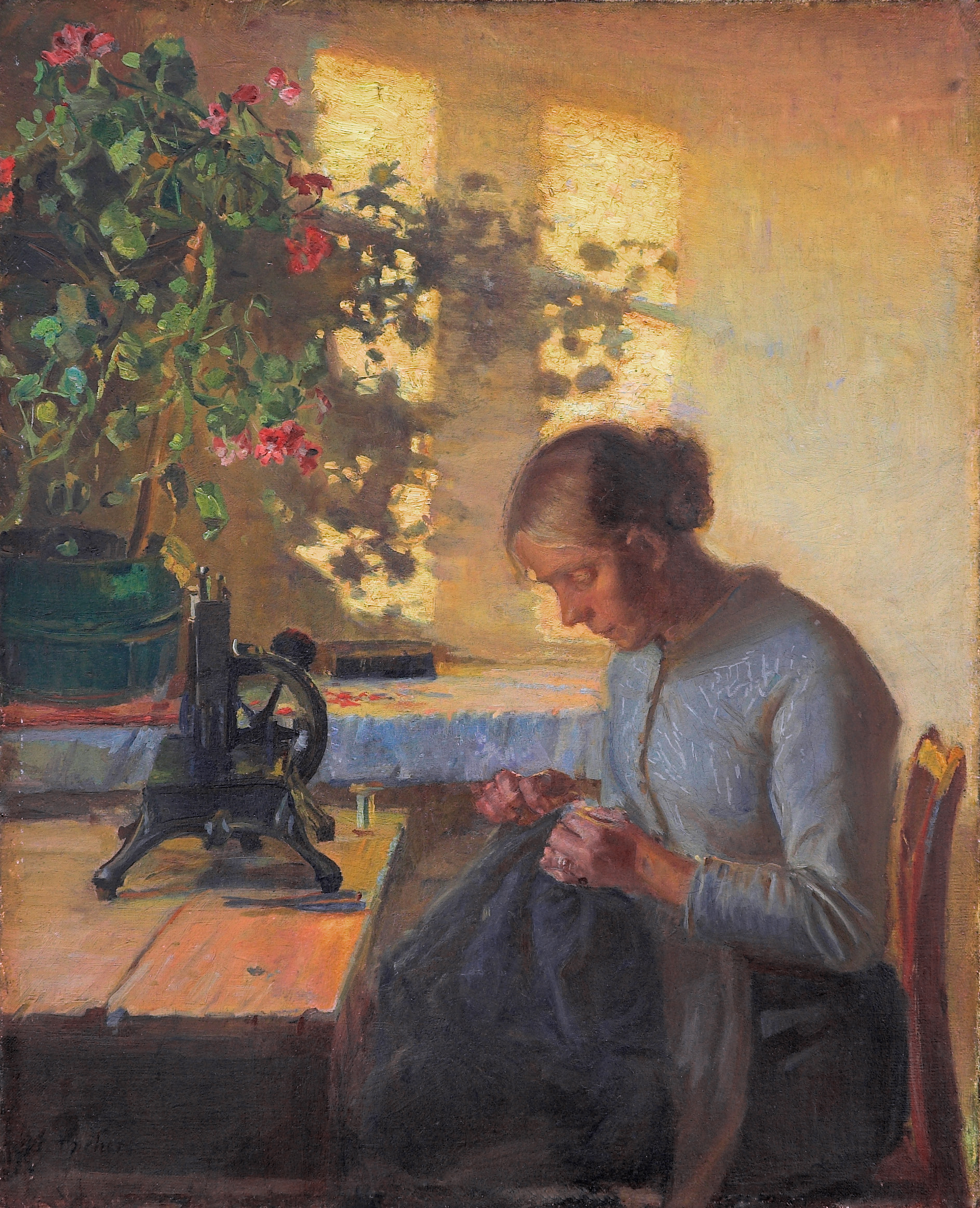
A halász felesége varr, Anna Ancher, 1890
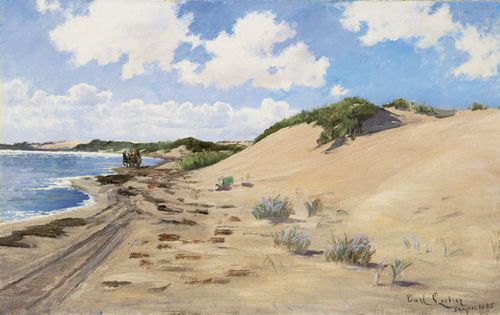
A postakocsi, Carl Locher, c. 1890
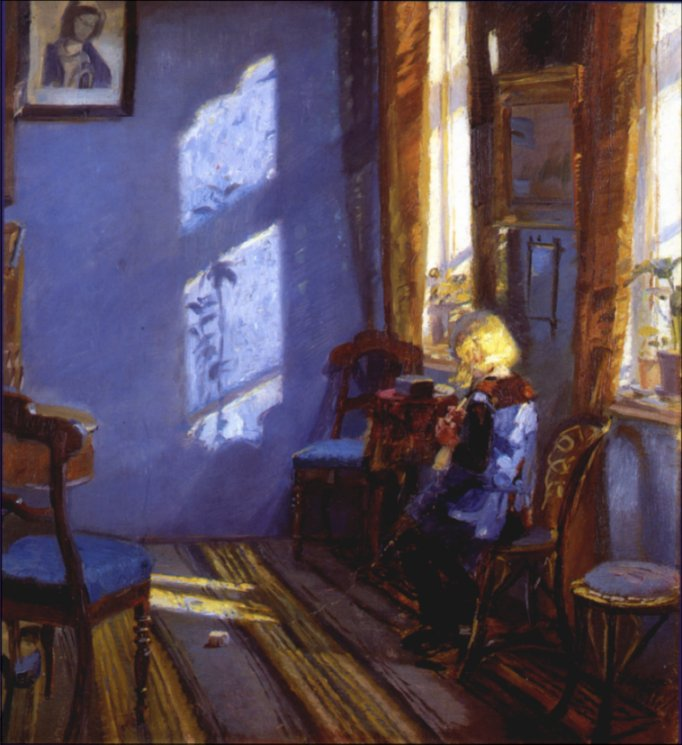
Napfény a kék szobában, Anna Ancher, 1891
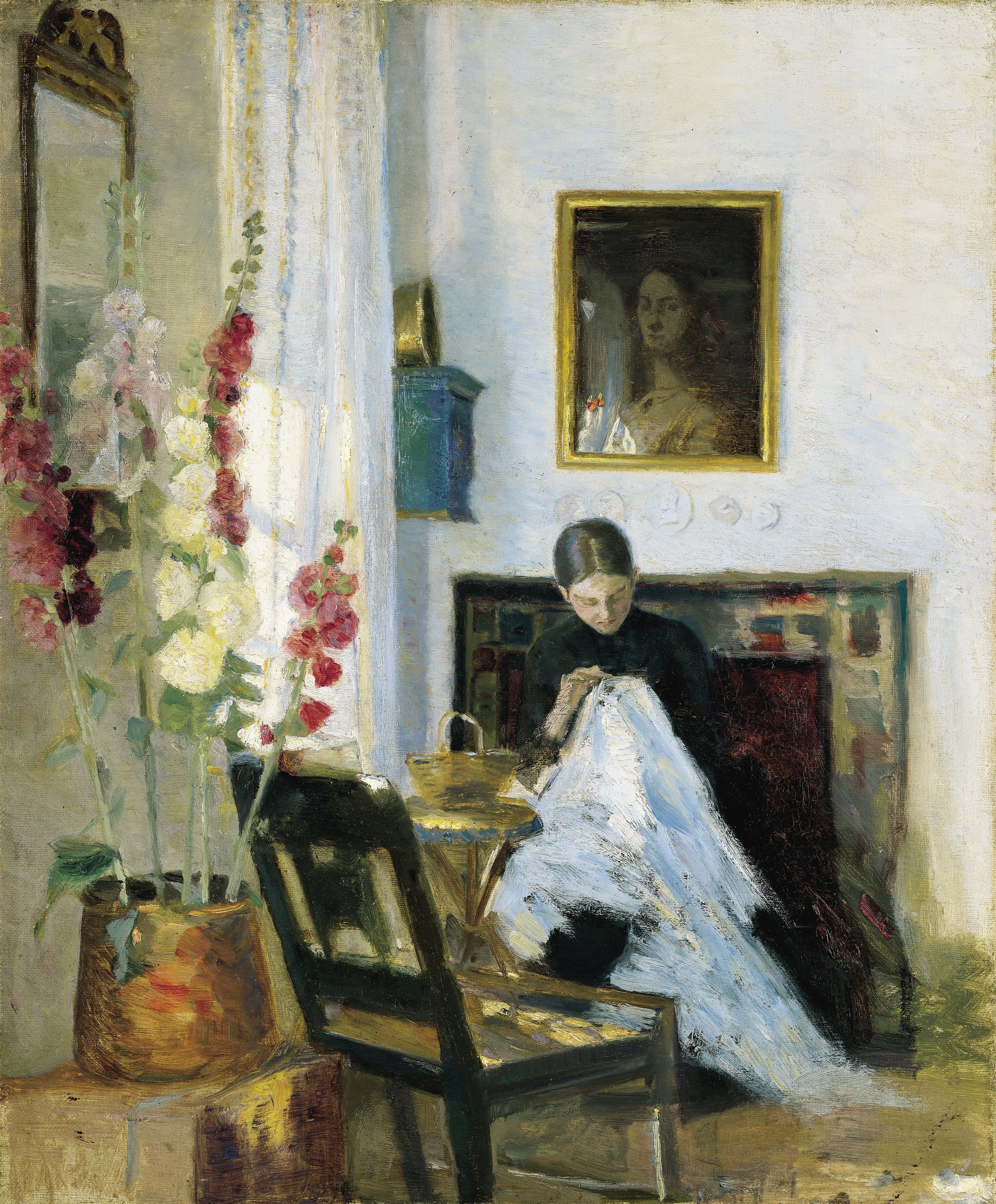
Enteriőr varró lánnyal, Marie Krøyer, undated
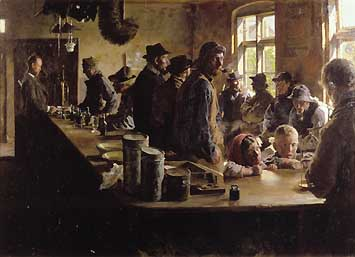
A szatócsboltban, amikor nincs halászat, Peder Severin Krøyer, 1892
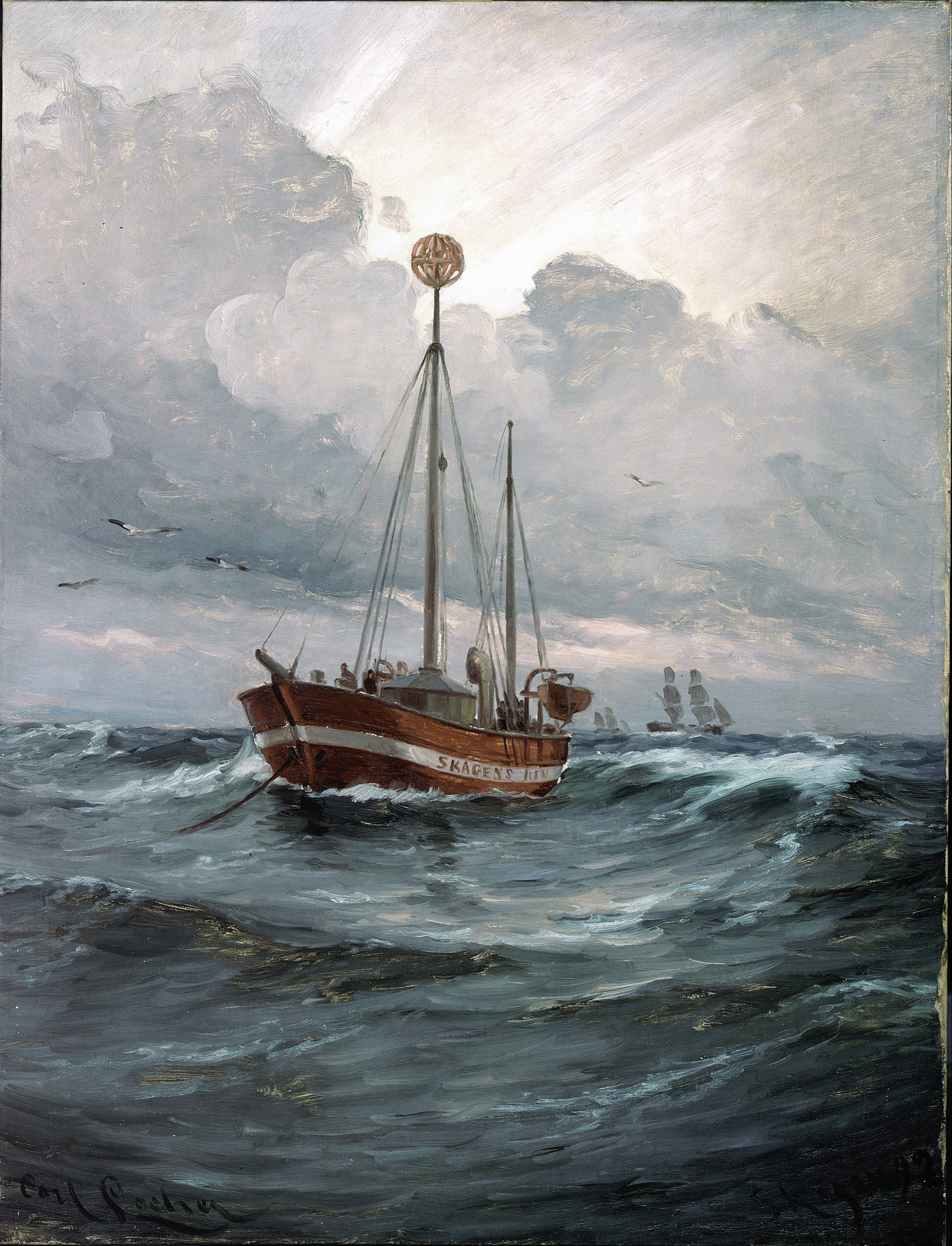
Világítóhajó Skagen Reefnél, Carl Locher, 1892
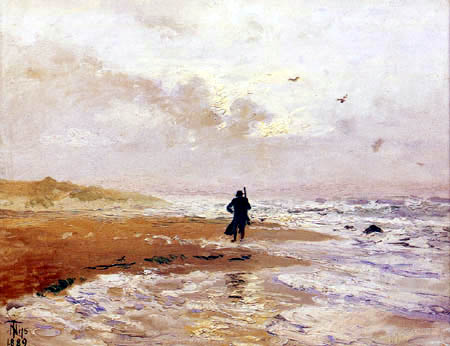
Skagen tengerpartja, Thorvald Niss, ca. 1989
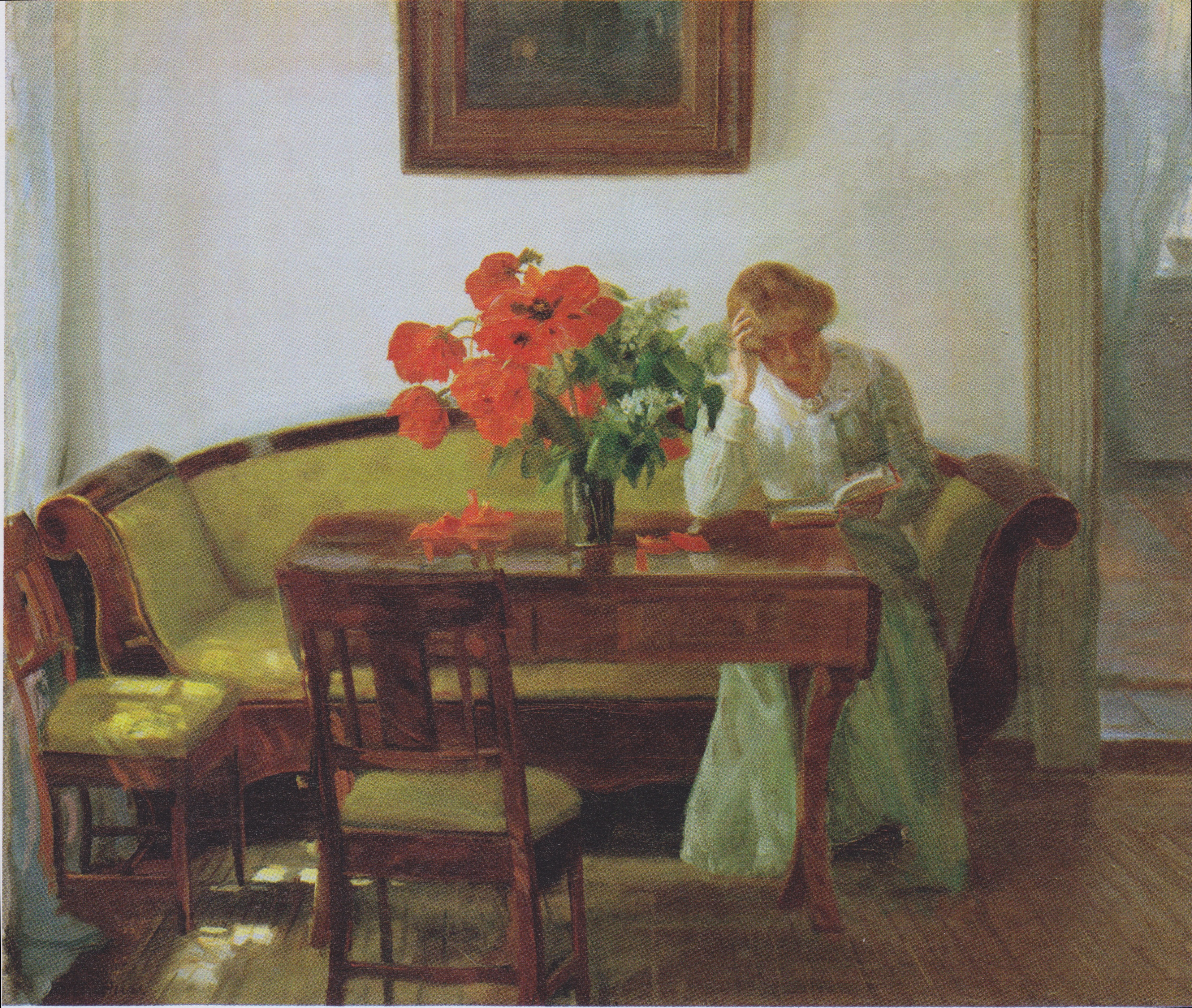
Enteriőr pipacsokkal és olvasó nővel (Lizzy Hohlenberg), Anna Ancher, 1905
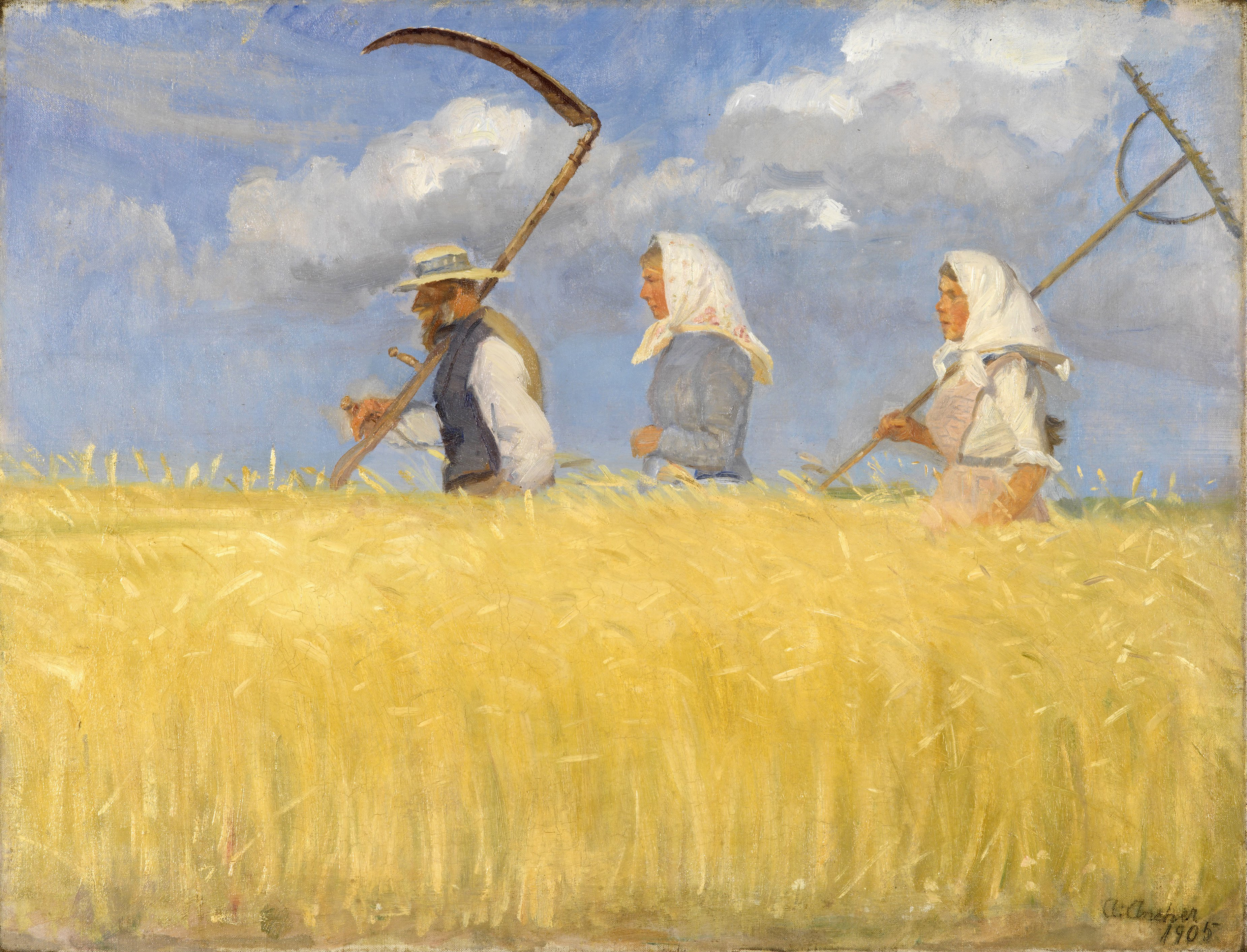
Aratók, Anna Ancher, 1905
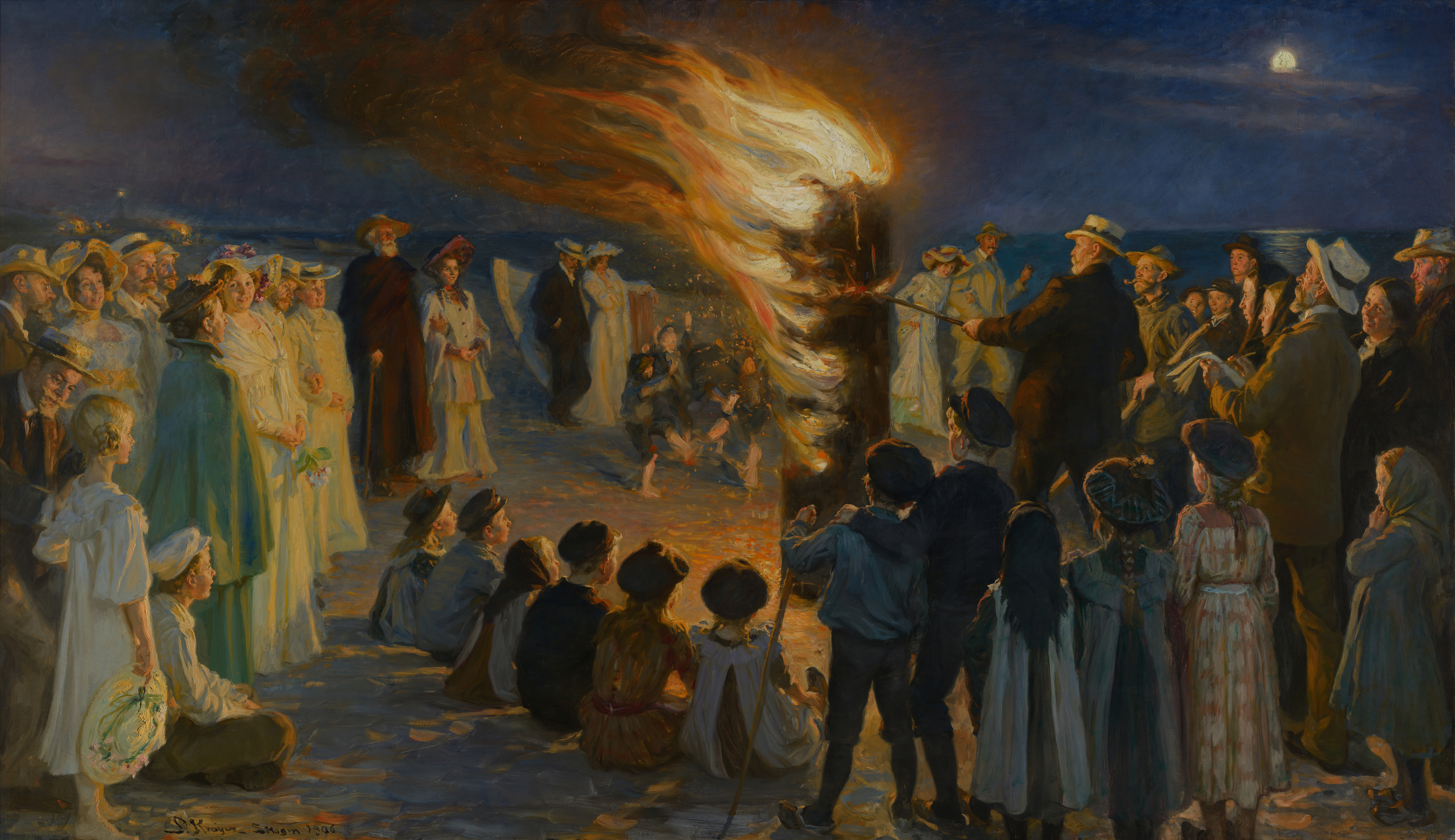
Szentivánéji tábortűz a skageni parton, Peder Severin Krøyer, 1906
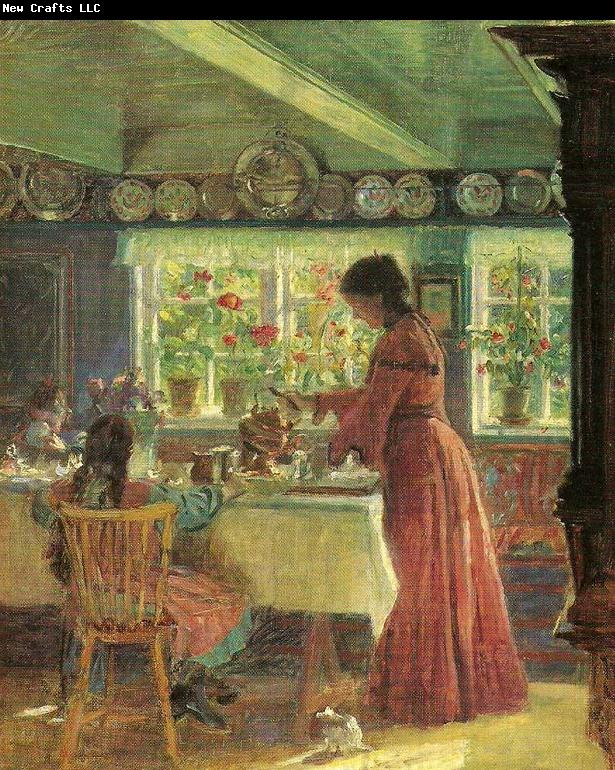
A reggeli kávé kitöltése, Laurits Tuxen, 1906
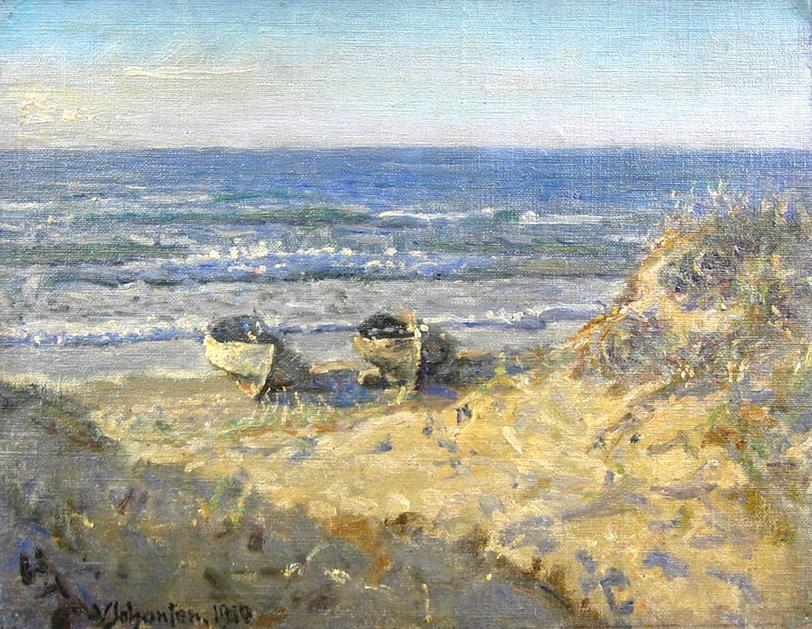
Csónakok Skagen déli partján, Viggo Johansen, 1910
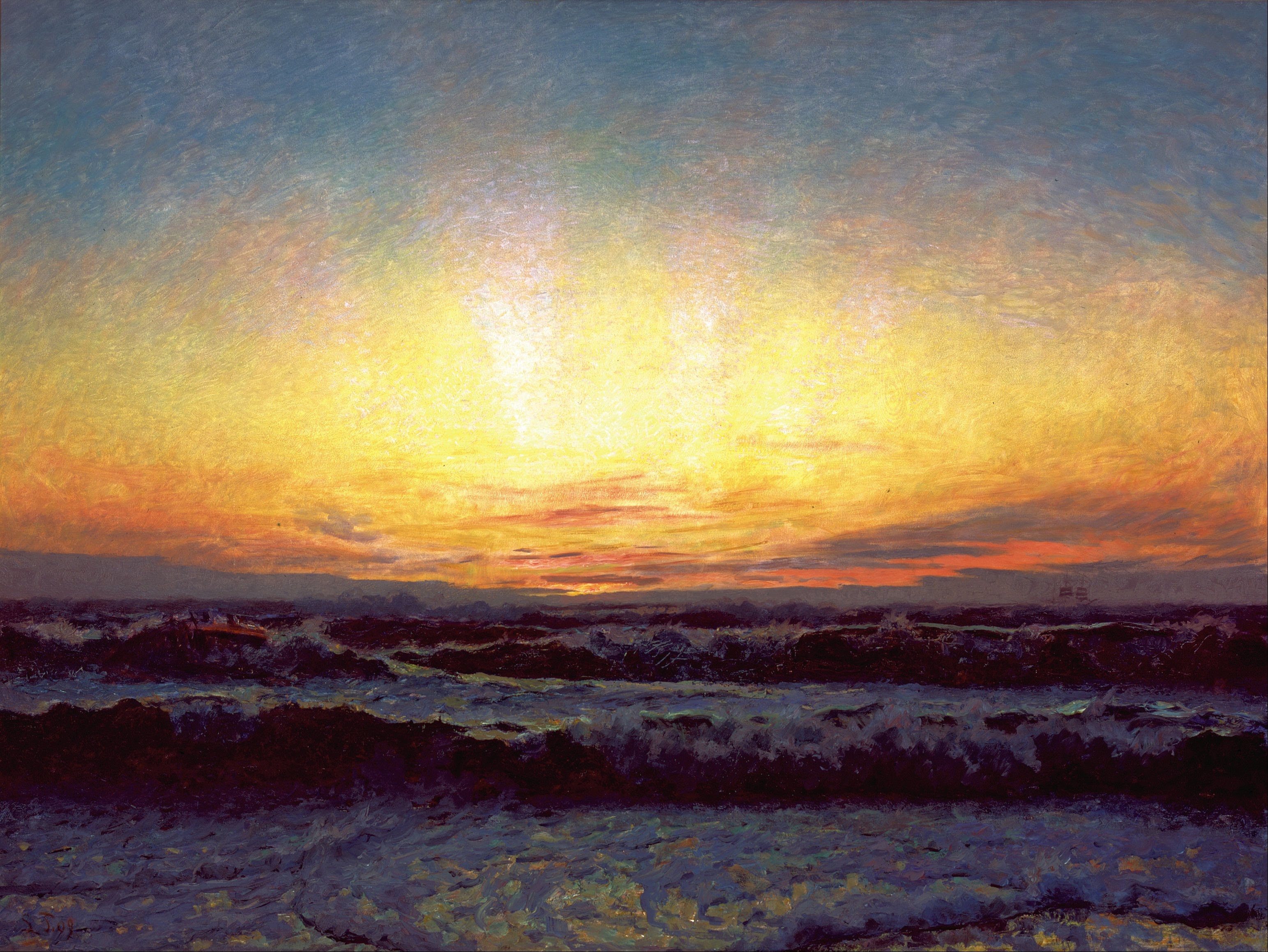
Az Északi-tenger viharos időben, Laurits Tuxen, 1909
Partra hozzák a vízbefúlt fiút, Laurits Tuxen, 1913

## Fordítás
Ez a szócikk részben vagy egészben a Skagen Painters című angol Wikipédia-szócikk ezen változatának fordításán alapul.  Az eredeti cikk szerkesztőit annak laptörténete sorolja fel. Ez a jelzés csupán a megfogalmazás eredetét és a szerzői jogokat jelzi, nem szolgál a cikkben szereplő információk forrásmegjelöléseként.